# 스페인어
스페인어(스페인어: idioma español 이디오마 에스파뇰[*], 에스파냐어) 또는 카스티야어(스페인어: idioma castellano 이디오마 카스테야노[*], 음역어로 서반아어(西班牙語)/서어(西語))는 이베리아로망스어군에 속하는 로망스어의 하나이다. 스페인 북부 지역에서 기원하여 카스티야 왕국에서 점차 퍼졌으며, 이후 이베리아반도에서 통치와 상업의 제 1언어로 발전했다. 15 ~ 19세기 스페인 제국의 확장과 함께 아메리카 대륙에 특히 널리 퍼졌으며, 아프리카 및 아시아 태평양 지역에도 상당한 영향을 주었다. 스페인어는 현재 브라질 등을 제외한 라틴아메리카, 미국, 적도 기니, 필리핀, 서사하라 등의 지역에서 사용되고 있다.
스페인어는 오늘날 전 세계에서 약 4억 5200만 명의 인구가 모국어로 사용하고 있으며, 이는 중국어 다음으로 많은 숫자이자 로망스어군에 속하는 언어 중 가장 많은 숫자이다. 스페인어 사용 인구가 가장 많은 나라는 멕시코이다. 스페인어는 국제 연합의 여섯 개 공식 언어 중 하나이기도 하다. 문자는 라틴 문자를 사용한다. 또한 스페인어는 전 세계의 모든 언어 중 가장 빠른 속도로 확산되고 있다.

## 명칭과 기원
보통 스페인인들은 스페인어를 프랑스어나 영어 등 외국어와 대비할 때는 '에스파뇰'(에스파냐어)로 부르지만, 에스파냐의 내부 지역에서 쓰이는 갈리시아어, 바스크어, 카탈루냐어와 대비할 때는 '카스테야노'(카스티야어)라고 칭한다. 라틴 아메리카의 몇몇 스페인어권 국가에서 스페인어를 칭하는 표현도 이런 현상이 나타난다. 1978년 스페인 헌법에서도 '카스테야노'(카스티야어)란 낱말을 다른 스페인내 언어(las demás lenguas españolas)와 대립되는 스페인 국가 전체의 표준어를 정의하는 표현으로 썼다.
카스테야노(카스티야어)는 국가의 공용어인 스페인어이다. (…) 다른 스페인 내 언어는 각 자치 지방 내에서 공용어로 둘 수 있다…
El castellano es la lengua española oficial del Estado. (…) Las demás lenguas españolas serán también oficiales en las respectivas Comunidades Autónomas…— 스페인 헌법 제3조

카스테야노란 명칭은 스페인어의 기원을 직접적으로 드러내며 이 언어가 아메리카로 도입될 당시의 사회정치적 맥락을 반영한다. 아르헨티나, 파라과이, 페루, 우루과이, 칠레에서는 스페인어를 '에스파뇰'보다 '카스테야노'(카스티야어)라고 부르길 선호한다. 다른 라틴 아메리카 지역에서는 반대로 '에스파뇰'이라고 더 널리 불린다.
어떤 스페인어 사용자들은 'Spanish'라 쓰는 것과 마찬가지로, '카스테야노'(카스티야어)란 낱말은 정치적, 이념적 연관이 없는 포괄적인 표현이라고 여긴다.

## 지리적 분포

스페인어가 공용어인 나라
스페인어가 제2공용어인 국가
인구의 25% 이상이 스페인어를 쓰는 나라

에스파냐어는 미국과 유럽연합, 미주 기구, 이베로-아메리카 국가 기구(Organization of Ibero-American States), 아프리카 연합, 남미 국가 연합(UNASUR), 라틴 연합, 카리콤(Caricom), 북미 자유무역협정(NAFTA), 남극 조약의 공식 언어 중 하나이다.
오늘날 스페인어는 스페인과 대부분의 라틴아메리카 국가들, 적도 기니의 공용어로서, 20개국이 제1언어로 사용하고 있다. 또 에스파냐어는 UN의 여섯 공식 언어중 하나이기도 하다. 미국에서는 스페인어가 두 번째로 널리 쓰이는 언어이며, 미국 학교와 대학에서 가장 많이 가르치는 외국어이다. 2007년 세계 인터넷 사용 통계에 따르면 스페인어는 영어와 중국어에 이어 세 번째로 웹상에서 많이 쓰이는 언어이다.

### 유럽
스페인어는 스페인의 공식 언어로, 영어가 공용어인 지브롤터에서도 쓰이며 카탈루냐어가 공용어인 안도라에서도 사용한다. 영국, 프랑스, 독일 등지의 여타 유럽 국가에서 이주자를 중심으로 스페인어를 쓴다. 스위스에서는 인구의 1.7%가 스페인어를 모국어로 쓰여 스위스의 4개 공용어 다음으로 많이 쓰이는 소수 언어가 된다.

### 아메리카
스페인어 사용자의 다수는 라틴 아메리카, 카리브해 지역에 있다. 멕시코는 스페인어를 모국어로 쓰는 인구가 가장 많은 나라이다. 스페인어는 아르헨티나, 볼리비아, 칠레, 콜롬비아, 코스타리카, 쿠바, 도미니카 공화국 등에서 공용어이며, 벨리즈에서도 인구의 43퍼센트가 영어 대신 스페인어를 쓰고 있다. 포르투갈어 국가인 브라질에서도 스페인어는 중요한데, 브라질을 둘러싸고 있는 수많은 국가들이 스페인어를 쓰고 있고, 무역 규모도 늘어나고 있기 때문이다. 2005년 브라질 국회에서는 학교에서 스페인어를 의무적으로 가르치는 법안이 통과되었다. 많은 국경 지역(특히 우루과이-브라질 국경)에는 두 언어가 혼합된 '포르투뇰(Portuñol)'이 쓰인다.
미국에서는 주변 라틴 아메리카 국가로부터 이민자가 몰려오면서 스페인어 사용자가 급속하게 늘어나고 있다. 미국은 세계에서 스페인어 사용자가 다섯 번째로 많은 국가로, 2006년 인구조사에 따르면 미국에서 약 4천 4백만 명이 히스패닉 또는 라티노 출신이며 5세 이상의 전체 인구 중 12.2%인 3천 4백만명은 집에서 영어 대신 스페인어를 쓰고 있고 이 숫자는 지금도 늘어나고 있다. 미국의 서부와 남부, 플로리다는 과거 스페인과 멕시코 영토였기에 미국에서 스페인어는 긴 역사를 가지고 있다. 그러나 현재 미국의 스페인어 사용자의 대부분은 비교적 최근에 이주해 온 사람들이다. 미국은 여러 주가 스페인어를 영어와 같은 공용어로 지정한 데 이어 멕시코와 국경을 맞닿은 남부의 뉴멕시코주에서는 인구의 30%가 스페인어를 쓴다. 주변의 로스앤젤레스, 마이애미, 샌안토니오 같은 남부 도시에서도 스페인어가 흔히 쓰이고 있고, 2000년대 이후 애틀랜타, 휴스턴, 피닉스 등 선벨트 지역 주요 도시에서 급속하게 퍼지고 있다. 캐나다 또한 이민자가 늘어나면서 스페인어 사용자가 증가하고 있다.

### 아프리카
아프리카에서는 에스파냐에서 독립한 적도 기니가 에스파냐어를 공용어로 삼고 있다(프랑스어와 포르투갈어도 공용어이다). 아프리카 연합도 에스파냐어를 공식 언어로 채택했다. 오늘날 서사하라에는 약 200,000 명의 사라위족 피난민들이 에스파냐어로 읽고 쓸 줄 안다. 그리고 수천 명이 종합 구호 계획의 일환으로 외국(주로 쿠바나 에스파냐)에서 대학 교육을 받고 있다. 적도 기니에서 에스파냐어는 원주민과 외부계를 막론하고 매우 널리 쓰이는 언어로(약 500,000명), 팡어(Fang)는 원주민 구사자 수로는 가장 많이 쓰이는 언어다. 또 북아프리카 해안에는 세우타나 멜리야 같은 에스파냐령 도시(143,000여명)나 카나리아 군도의 자치령(1,995,833 여명)에도 에스파냐어를 쓴다. 에스파냐과 지리상 가까우며 과거 프랑스와 에스파냐의 보호령이었던 모로코 북부에서도 많은 사람들이 에스파냐어를 구사한다. 포르투갈어를 사용하는 앙골라에서도 에스파냐어를 쓰는 집단이 있는데, 냉전 당시 쿠바의 영향 때문이었다. 나이지리아의 경우 쿠바 출신의 흑인 노예의 후손이 들어와 살아 에스파냐어를 쓰는 집단이 소수 존재한다.

### 아시아
16세기 에스파냐의 식민지였던 필리핀에서는 1973년 헌법 개정 이전까지 에스파냐어가 공용어였다. 식민 지배 치하에서 에스파냐어는 통치와 무역, 교육에 쓰인 언어였으며 이 섬에 살던 에스파냐인들이 주로 구사하여 필리핀인들을 가르쳤다. 19세기 중반에 에스파냐어를 쓰는 자유 공립학교 제도가 필리핀 전역 들어서면서 에스파냐어 사용자가 급속하게 늘어났다. 그러나 19세기 후반부터 미국이 필리핀을 지배하게 되면서 에스파냐어는 그 중요성이 떨어졌으며, 특히 1920년대 이후로 미국 식민 당국은 각종 매체와 교육 분야에서 에스파냐어를 금지하고 영어를 학교에서 강제 하였다. 1946년 필리핀이 독립하자 필리핀 정부는 타갈로그 기반의 필리핀 언어와 영어와 더불어 에스파냐어를 다시 공용어로 지정했다. 그러나 1973년 페르난도 마르코스 시대에 에스파냐어는 공용어에서 제외되었다. 1986년 코라손 아키노 행정부가 출범하자 대학에서 에스파냐어를 의무적으로 가르치게 한 조치도 중단되어 필리핀의 젊은 세대는 이전 세대보다 에스파냐어 능력이 떨어지게 된다. 그러나 에스파냐어는 지역 언어에 막대한 영향을 남겨, 타갈로그어의 많은 단어들이 에스파냐어에서 유래한 것이며, 인명과 지명도 에스파냐어의 영향을 받은 것들이 많다. 2008년부터 에스파냐어는 필리핀에서 다시 주요 외국어로 지정되어서 학교에서 가르치고 있다.
동아시아권 국가에서는 에스파냐어는 거의 사용되지 않는다. 일본의 경우 서양 문물을 받아들인 초기에는 특히 에스파냐, 포르투갈과 문화교류가 많았으나, 이후 포르투갈, 네덜란드와만 교역하는 쇄국 정책을 취하면서 에스파냐어는 일본에 별다른 영향을 주지 못한 상태가 비교적 최근까지 지속되었다가 최근 에스파냐어의 중요성을 인식하면서 에스파냐어 교육이 강화되고 있다.
대한민국에는 약 10만 명의 에스파냐어 구사자가 있다. 대학수학능력시험 수험생은 에스파냐어를 선택해서 시험을 치를 수 있다.

### 오세아니아
오세아니아 지역 중에서 칠레 영토인 이스터 섬에서 에스파냐어를 쓴다. 2001년 인구조사에 따르면 오스트레일리아에서는 대략 95,000명이 에스파냐어를 구사하며, 이 중 44,000명은 시드니에 거주하며 예전의 멕시코, 콜롬비아, 에스파냐, 칠레와 최근에는 아르헨티나, 엘살바도르, 우르과이 출신의 공동체가 있다.
미국령 괌, 팔라우, 북마리아나 제도 그리고 미국에서 독립한 마셜 제도와 미크로네시아 연방 모두 한때 에스파냐어 사용자가 있었다. 19세기 말까지 마리아나 제도와 케롤라인 제도가 에스파냐 식민지였기 때문인데(미국-에스파냐 전쟁 참고), 이제는 잊혀지고 있다. 지금은 지역 토착 언어에 남긴 영향을 찾아 볼 수 있는 정도며, 이 지역에 히스패닉계 미국인들이 에스파냐어를 쓴다.

## 국가별 사용자 수
모든 에스파냐어 구사자가 에스파냐어를 공식어로 사용하는 나라에 살고 있지는 않기 때문에, 에스파냐어 구사자 수를 정확히 측정하는 것은 어려우므로 추계 작성되었으며, 모국어로 사용하고 있는 국가는 체크(✓)로 표시하였다.
| 국가별 에스파냐어의 구사자 추계표 | 국가별 에스파냐어의 구사자 추계표 | 국가별 에스파냐어의 구사자 추계표 |
| 국가명                            | 구사자의 수(명)                   |                                   |
| --------------------------------- | --------------------------------- | --------------------------------- |
| 가이아나                          | 198,000                           | ✓                                 |
| 과테말라                          | 8,163,000                         | ✓                                 |
| 괌                                |                                   |                                   |
| 니카라과                          | 5,503,000                         | ✓                                 |
| 대한민국                          | 90,000                            |                                   |
| 도미니카 공화국                   | 8,850,000                         | ✓                                 |
| 독일                              | 410,000                           |                                   |
| 러시아                            | 1,200,000                         |                                   |
| 레바논                            | 2,300                             |                                   |
| 루마니아                          | 7,000                             |                                   |
| 멕시코                            | 106,255,000                       | ✓                                 |
| 모로코                            | 86,000                            |                                   |
| 미국                              | 41,000,000                        |                                   |
| 베네수엘라                        | 26,021,000                        | ✓                                 |
| 벨리즈                            | 130,000                           |                                   |
| 볼리비아                          | 7,010,000                         | ✓                                 |
| 브라질                            | 19,700,000                        |                                   |
| 서사하라                          | 341,000                           | ✓                                 |
| 스웨덴                            | 39,700                            |                                   |
| 아르헨티나                        | 41,248,000                        | ✓                                 |
| 아이티                            | 1,650,000                         | ✓                                 |
| 안도라                            | 40,000                            |                                   |
| 스페인                            | 44,400,000                        | ✓                                 |
| 에콰도르                          | 10,946,000                        | ✓                                 |
| 엘살바도르                        | 6,859,000                         | ✓                                 |
| 영국                              | 900,000                           |                                   |
| 오스트레일리아                    | 150,000                           |                                   |
| 온두라스                          | 7,267,000                         | ✓                                 |
| 우루과이                          | 3,442,000                         | ✓                                 |
| 이스라엘                          | 160,000                           |                                   |
| 이탈리아                          | 455,000                           |                                   |
| 일본                              | 500,000                           |                                   |
| 적도 기니                         | 447,000                           | ✓                                 |
| 중국                              | 250,000                           |                                   |
| 칠레                              | 15,795,000                        | ✓                                 |
| 캐나다                            | 272,000                           |                                   |
| 코스타리카                        | 4,220,000                         | ✓                                 |
| 콜롬비아                          | 45,600,000                        | ✓                                 |
| 쿠바                              | 11,285,000                        | ✓                                 |
| 튀르키예                          | 29,500                            |                                   |
| 파나마                            | 3,108,000                         | ✓                                 |
| 파라과이                          | 4,737,000                         | ✓                                 |
| 페루                              | 26,152,265                        | ✓                                 |
| 푸에르토리코                      | 4,017,000                         | ✓                                 |
| 프랑스                            | 2,100,000                         |                                   |
| 핀란드                            | 17,200                            |                                   |
| 필리핀                            | 10,000,000                        |                                   |
| 포르투갈                          |                                   |                                   |

## 역사

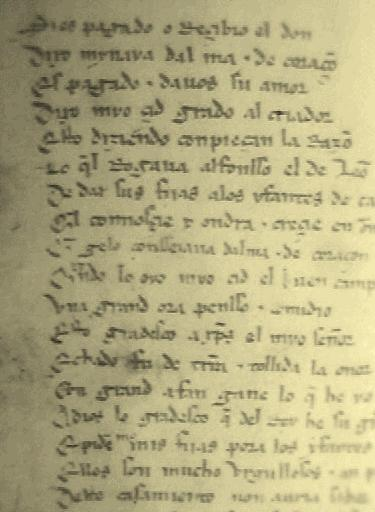
중세 카스티야어로 쓰인 Cantar de Mio Cid의 한 페이지.

에스파냐어는 민중 라틴어(Latina Vulgata)에서 나온 언어로, 아랍인이 안달루시아를 지배하면서 어휘에서 아랍어의 영향을 크게 받았으며, 서고트를 통해 게르만 언어의 영향과 바스크어와 켈티베리아 언어의 흔적도 약간 남아있다. 에스파냐어는 에스파냐 북부의 알라바 주, 칸타브리아 지방, 부르고스 주, 소리아 주, 라리오하 지방에서 바스크어의 영향을 상당하게 받은 레온어에서 상당히 혁신과 변화를 보인 계통어로서 이들 지방을 잇는 길을 통해 발전했다. 에스파냐어의 통시적 음운에서 주요한 특징으로는 연음화(라틴어: vita가 스페인어: vida가 됨), 구개음화(라틴어: annum이 스페인어: año가 되고, 라틴어: anellum이 스페인어: anillo가 됨), 속라틴어 단모음 e와 o의 이중모음화(어간 변화, 라틴어: terra가 스페인어: tierra가 되며, 라틴어: novus가 스페인어: nuevo가 됨)가 있다. 다른 로망스어에도 비슷한 현상을 찾아 볼 수 있다.
레콘키스타 시대에 칸타브리아의 이 북부 방언이 남쪽으로 내려왔으며, 모로코 북부 해안에도 소수 언어로 남아있다. 1492년 에스파냐의 살라망카에서 엘리오 안토니오 데 네브리하가 최초의 라틴어-에스파냐어 문법서인 《카스티야어의 문법》(Gramática de la lengua castellana)을 썼다. 이것을 카스티야의 이사벨 여왕에게 바치자, 여왕은 "내가 이 언어를 알고 있는데 대체 이 책이 무슨 쓸모가 있는가?"라고 묻자, 그는 "전하, 이 언어는 제국의 도구입니다."라고 대답했다.
16세기부터 식민화를 통해 이 언어는 아메리카 대륙과 동인도 제도로 퍼져나갔다.
20세기에 에스파냐어는 적도 기니와 서사하라, 미국이 차지한 옛 에스파냐의 아메리카 영토로 퍼져나갔다.

### 특성
에스파냐어에서 라틴어 단모음 e,o의 이중모음화는 여러 로망스어 중에서도 특히 두드러진다.
- 라틴어: petra > 스페인어: piedra, 이탈리아어: pietra, 프랑스어: pierre, 루마니아어: piatrǎ, 포르투갈어: 갈리시아어: pedra, 카탈루냐어: pedra →"돌".
- 라틴어: moritur > 스페인어: muere, 이탈리아어: muore, 프랑스어: meurt / muert, 루마니아어: moare, 포르투갈어: 갈리시아어: morre, 카탈루냐어: mor →"죽다".

아마도 바스크 기층언어 때문에 오크어의 가스코뉴 방언과 마찬가지로) 특히 초기 에스파냐어에서 라틴어 어두의 "f-"가 이중모음화되지 않는 모음과 결합하여 “h-"로 변한다.
- 라틴어: filium > 이탈리아어: figlio, 포르투갈어: filho, 갈리시아어: fillo, 프랑스어: fils, 카탈루냐어: fill, 오크어: filh (가스코뉴에서는 hilh) 스페인어: hijo (라디노어: fijo);
- 라틴어: fabulari > 라디노어: favlar, 포르투갈어: 갈리시아어: falar, 스페인어: hablar;
- 하지만 예외도 있다. 라틴어: focum > 이탈리아어: fuoco, 포르투갈어: 갈리시아어: fogo, 카탈루냐어: foc, 스페인어: 라디노어: fuego.

어떤 라틴어 자음군은 각 언어에서 독특하게 변하기도 한다.
- 라틴어: clamare, 대격 flammam, plenum > 라디노어: lyamar, flama, pleno; 스페인어: llamar, llama, lleno . 그러나 에스파냐어에는 이런 형태도 있다. 라틴어: clamar, flama, pleno; 포르투갈어: chamar, chama, cheio; 갈리시아어: chamar, chama, cheo.
- 라틴어 acc. octo, noctem, multum > 라디노어: ocho, noche, muncho; 스페인어: ocho, noche, mucho; 포르투갈어: oito, noite, muito; 갈리시아어: oito, noite, moito.

## 다른 언어와의 비교
스페인어와 별개의 공용어인 카탈루냐어가 속한 서 이베리안어군은 갈로-로망스어의 특징이 많이 보인다. 카탈루냐어는 스페인어와 포르투갈어보다 오크어(Langue d'oc: 프랑스 남부지방 방언)와 비슷하다.
| 라틴어                   | 에스파냐어     | 포르투갈어                                       | 카탈루냐어  | 이탈리아어    | 한국어 해석      | 그외                            |
| ------------------------ | -------------- | ------------------------------------------------ | ----------- | ------------- | ---------------- | ------------------------------- |
| nos                      | nosotros       | nós                                              | nosaltres   | noi           | 우리(-다른 것들) | 퀘벡-프랑스어: nous autres      |
| germānum frater          | hermano        | irmão                                            | germà       | fratello      | 남자 형제        | 프랑스어: Frère                 |
| dies Martis (고전라틴어) | martes         | terça-feira (교회라틴어 tertia feria)            | dimarts     | martedi       | 화요일           | 프랑스어: mardi                 |
| cantiōnem                | canción        | canção                                           | cançó       | canzone       | 노래             | 프랑스어: chanson               |
| magis or plus            | más            | mais (초기 포르투갈어 chus)                      | més         | più           | 더               | 프랑스어: plus, 루마니아어: mai |
| manūm sinistram          | mano izquierda | mão esquerda, sinistra (초기 포르투갈어 sẽestra) | mà esquerra | mano sinistra | 왼손             | 바스크어: esku ezkerra          |
| nullam rem natam         | nada           | nada (초기 포르투갈어 rem)                       | res         | niente        | 아무것도 없다.   | 프랑스어: rien                  |

## 문법

### 에스파냐 한림원
에스파냐 한림원(스페인어: Real Academia Española)은 21개국 에스파냐어권 학회와 함께 각종 출판물과 사전 편찬과 문법 및 문체에 대한 지도로 에스파냐어 표준화에 영향을 준다.

## 인명
스페인어 이름은 하나의 이름과 두 개의 성으로 구성된다. 첫 번째 성은 아버지의 첫 번째 성에서, 두 번째 성은 어머니의 첫 번째 성에서 따오는 것이 전통이며, 오늘날에는 남녀 평등에 관한 법률에 따라 그 반대로 표기하는 것도 가능하다. 이에 따라 특정 인물을 약식으로 지칭할 때에는 그 사람의 이름과 첫 번째 성만 사용한다. (예:리오넬 메시) 두 번째 성까지 포함하는 전체 성명은 공적인 자리나 문서 등에서만 사용되는 것이 보통이다. 한편, 남미의 에스파냐어 사용 국가의 인명 표기 방식은 전통적인 에스파냐의 방식과는 다르다.
예) 이름이 Antonio이고, 가운데 이름이 Serrano이고, 아버지의 첫째 성씨가 Rodriguez이고, 어머니의 첫째 성씨가 Perez이면,
Antonio Serrano Rodriguez Perez
라고 쓴다.
자녀의 경우, 이름이 José이고, 아버지의 성명이 Eduardo Fernández Garrido, 어머니의 성명이 María Dolores Martínez Ruiz이면, 아버지의 첫째 성과 어머니의 첫째 성을 따라, José Fernández Martínez가 된다.

## 소리

### 닿소리
|      | 양순 | 양순 | 순치 | 순치 | 치  | 치  | 치경 | 치경 | 후치경 | 후치경 | 경 구개 | 경 구개 | 연 구개 | 연 구개 | 성문 | 성문 |
| ---- | ---- | ---- | ---- | ---- | --- | --- | ---- | ---- | ------ | ------ | ------- | ------- | ------- | ------- | ---- | ---- |
| 비   | m    | m    |      |      | n   | n   | n    | n    | n      | n      | ɲ       | ɲ       | (ŋ)     | (ŋ)     |      |      |
| 파열 | p    | b    |      |      | t   | d   |      |      |        |        |         |         | k       | ɡ       |      |      |
| 마찰 |      | (β)  | f    | (v)  | (θ) | (ð) | s    | (z)  |        |        |         | ʝ       | x       |         | (h)  |      |
| 파찰 |      |      |      |      |     |     |      |      | tʃ     |        |         |         |         |         |      |      |
| 접근 |      | (β̞)  |      |      | (j) | (j) |      |      |        |        |         |         |         | (ɰ)     |      |      |
| 전동 |      |      |      |      | r   | r   | r    | r    | r      | r      |         |         |         |         |      |      |
| 탄   |      |      |      |      | ɾ   | ɾ   | ɾ    | ɾ    | ɾ      | ɾ      |         |         |         |         |      |      |
| 설측 |      |      |      |      | l   | l   | l    | l    | l      | l      | ʎ       | ʎ       |         |         |      |      |

에스파냐어 음소는 /m/, /n/, /ñ/, /p/, /b/, /t/, /g/, /f/, /z/, /s/, /y/, /j/, /r/, /l/, /w/가 있다.
- /m/,/n/,/ñ/ - 비음 [m,n,ɲ], ñ은 모음 뒤에서만 나타나며, a, e, i, o, u를 [ɲa,ɲe,ɲi,ɲo,ɲu]로 바꿔 주는 역할을 한다. n의 변이음으로 [ŋ]이 있으며, 주로 c, g 앞에서 나타난다.
- /p/,/k(c)/,/t/ - 무성긴장파열음 [/p̰,k̰,t̰]k는 외래어나, 고유명사에나 조금 쓰일 뿐, 실제로는 찾아보기가 힘들다. c는 a, u, o 앞에서만 [k̰]로 발음된다. ch는 [tʃ]로 발음된다.
- /b(v)(w)/,/ɡ/./d/ - 유성 파열음 [b,ɡ,d], b(v)(w)의 변이음으로 [v,β,β̞]가 있다. g는 a, o, u 앞에서만 [ɡ]로 발음된다, g의 변이음으로, [ɰ]가 있다. w는 외래어나 사람 이름에서만 조금 발견된다. d의 변이음으로 [ð]가 있다.
- /s(z)(c)/ - 무성긴장마찰음 [s̰], 변이음으로, [θ,z]가 있다. c는 i.e 뒤에 올 때만 [s̰]로 발음된다.
- /j(ɡ)/ - 무성마찰음 [x], j는 외래어일 때 일부가 [dʒ]로 발음되는 경우가 종종 있다. g는 e, i 앞에서만 [x]로 발음된다.
- /f/ - 무성마찰음 [f], 변이음으로 [h]가 있다.
- /y/ - 유성마찰음 [ʝ], 변이음으로 [j]가 있다.
- /r(rr)/ - 탄음, 전동음 [r,ɾ]. 어두와 n,s,l다음에 오는 r과 어중에 오는 rr은 [r]로, 어중에 오는 r은 [ɾ]로 발음된다. rr은 어중에서만 나온다.
- /l/ - 설측 접근음 [l,ʎ], ll은 모음 뒤에서만 나타나며, a,e,i,o,u의 모음을 [ʎa,ʎe,ʎi,ʎo,ʎu]로 바꿔 주는 역할을 한다.

### 긴장음 체계
에스파냐어는 긴장음을 가진 언어이다.

## 한국에서의 스페인어
한국에서의 스페인어 교육은 대한민국 정부 수립 이후에 이루어졌다. 현재 중학교, 고등학교에서는 스페인어를 제2외국어로서 가르치고 있으며 수능 시험에 스페인어 과목을 선택할 수 있게 하고 있다.

## 관계된 언어
- 갈리시아어
- 포르투갈어
- 카탈루냐어
- 오크어
- 라디노어

## 같이 보기
- 에스파냐어의 한글 표기
- 반도 스페인어

- 카스티야 스페인어

- 아메리카 스페인어

- 멕시코 스페인어
- 베네수엘라 스페인어
- 볼리비아 스페인어
- 칠레 스페인어